# 11485 Zinzendorf
11485 Zinzendorf (1988 RW3) là một tiểu hành tinh vành đai chính được phát hiện ngày 8 tháng 9 năm 1988 bởi F. Borngen ở Tautenburg.